# Dekanat Poznań-Jeżyce
Dekanat Poznań-Jeżyce – jeden z 43 dekanatów archidiecezji poznańskiej.

## Parafie
- parafia pw. Chrystusa Dobrego Pasterza w Poznaniu
- parafia pw. św. Cyryla i Metodego w Poznaniu
- parafia pw. Imienia Maryi w Poznaniu
- parafia pw. Objawienia Pańskiego w Poznaniu
- parafia pw. Najświętszego Serca Pana Jezusa i św. Floriana w Poznaniu
- parafia pw.  Podwyższenia Krzyża Świętego w Poznaniu
- parafia pw. św. Jana Kantego w Poznaniu
- parafia pw. św. Jerzego w Poznaniu
- parafia pw. św. Michała Archanioła w Poznaniu
- parafia pw. św. Wawrzyńca w Poznaniu
- parafia pw. Zwiastowania Pańskiego w Poznaniu

Sąsiednie dekanaty:
- przeźmierowski
- komornicki
- Poznań-Stare Miasto,
- Poznań-Łazarz,

Administracyjnie dekanat położony jest w południowej części dzielnicy Jeżyce oraz środkowo-północnej części dzielnicy Grunwald.

## Kościoły parafialne
- Kościół Chrystusa Dobrego Pasterza w Poznaniu
- Kościół Świętych Cyryla i Metodego Apostołów Słowian i Patronów Europy w Poznaniu
- Kościół Imienia Maryi w Poznaniu
- Kościół Objawienia Pańskiego w Poznaniu
- Kościół Najświętszego Serca Jezusa i św. Floriana w Poznaniu
- Kościół Podwyższenia Krzyża Świętego w Poznaniu
- Kościół św. Jana Kantego w Poznaniu
- Kościół św. Jerzego w Poznaniu
- Kościół św. Michała Archanioła w Poznaniu
- Kościół św. Wawrzyńca i św. Wincentego Pallottiego w Poznaniu
- Kościół Zwiastowania Pańskiego w Poznaniu

## Galeria

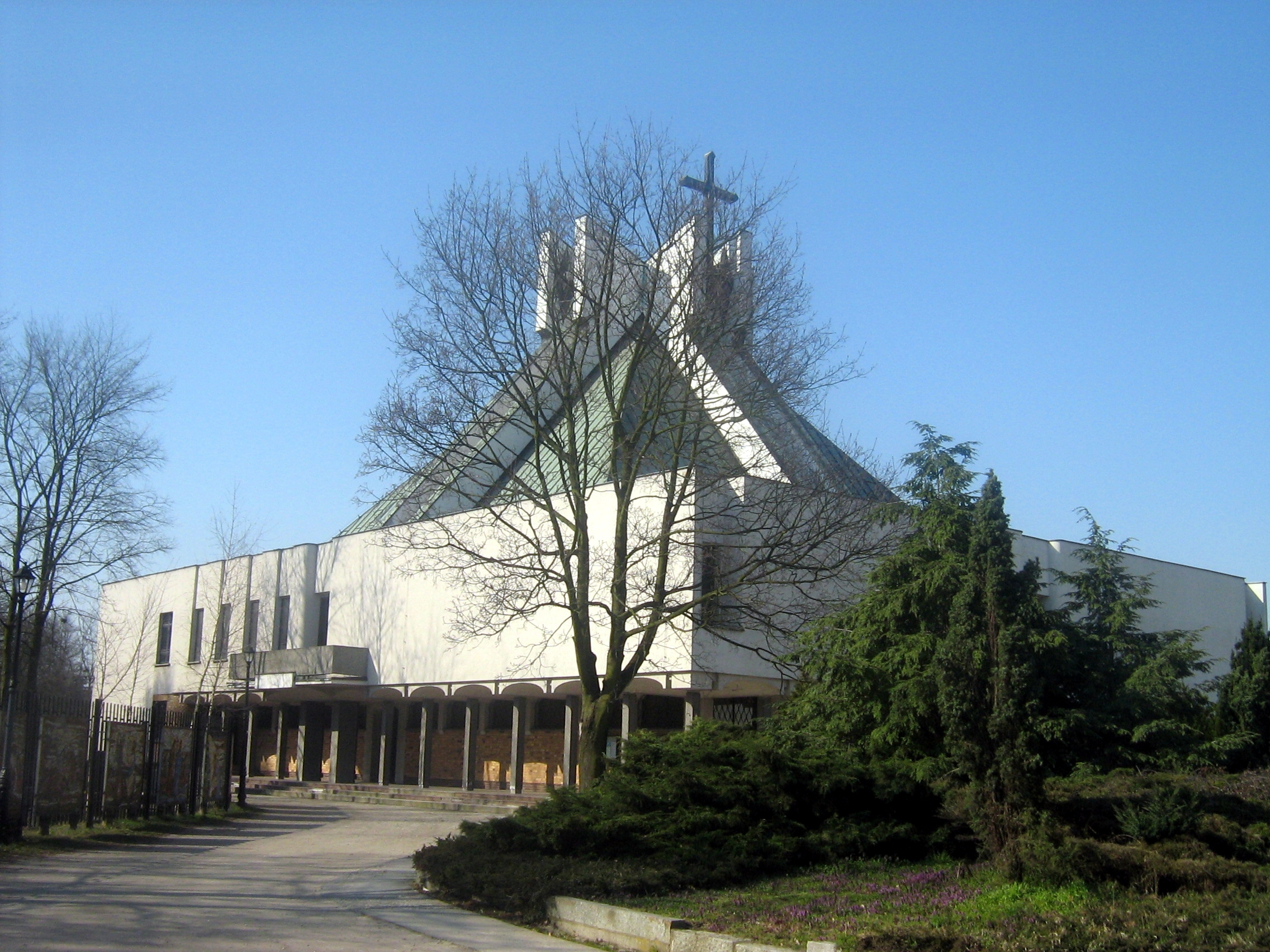
Kościół Chrystusa Dobrego Pasterza
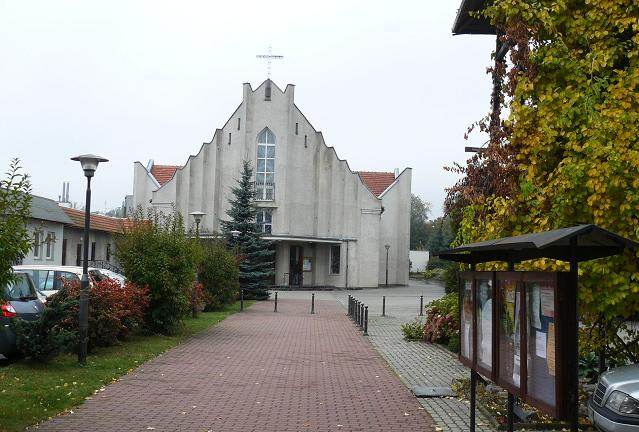
Kościół Świętych Cyryla i Metodego Apostołów Słowian i Patronów Europy
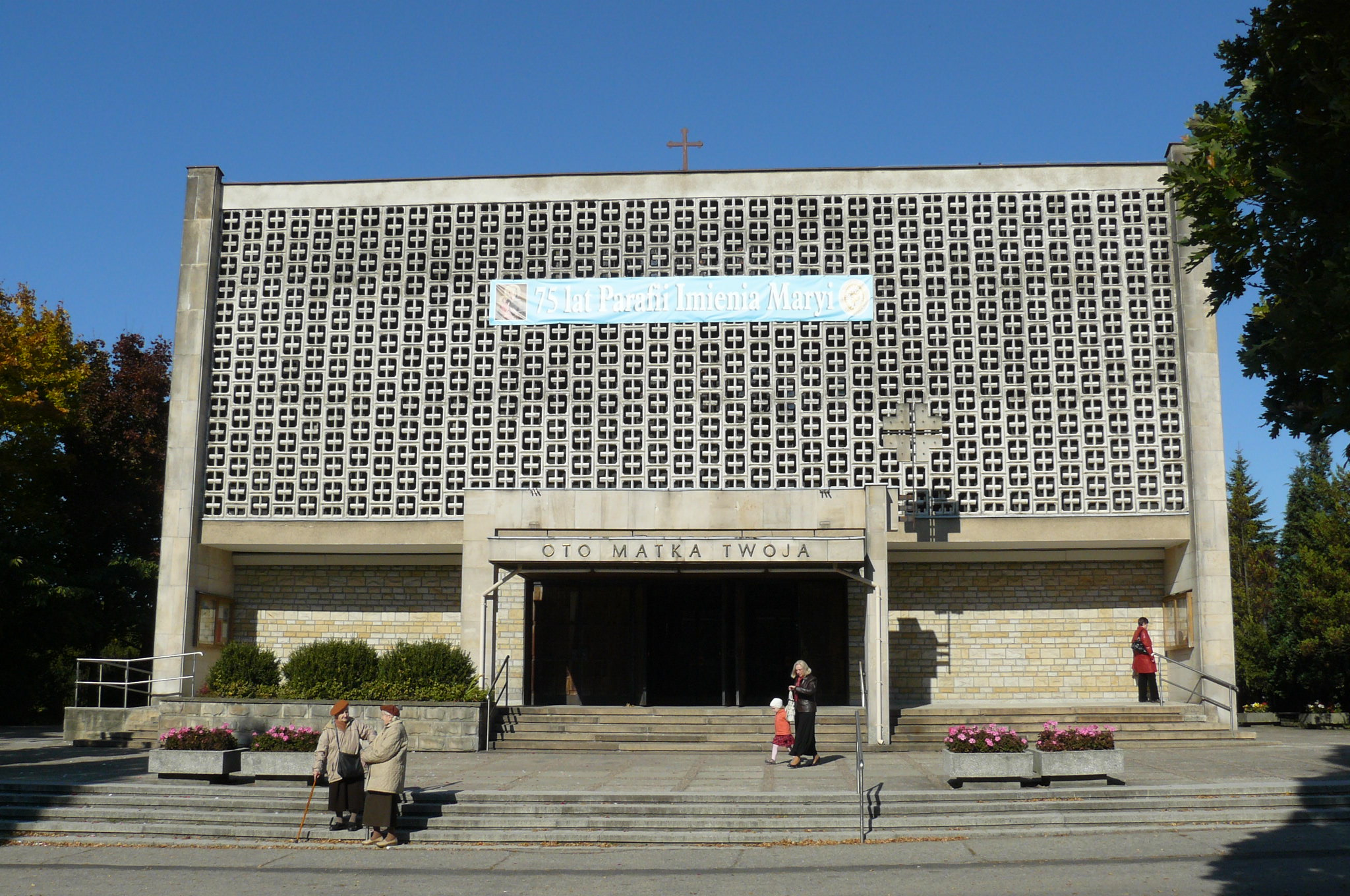
Kościół Imienia Maryi
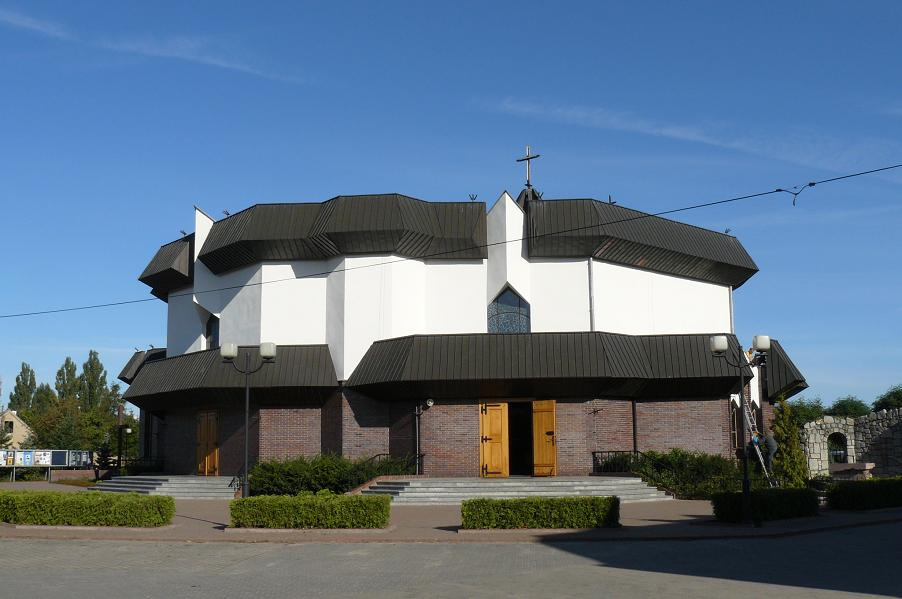
Kościół Objawienia Pańskiego
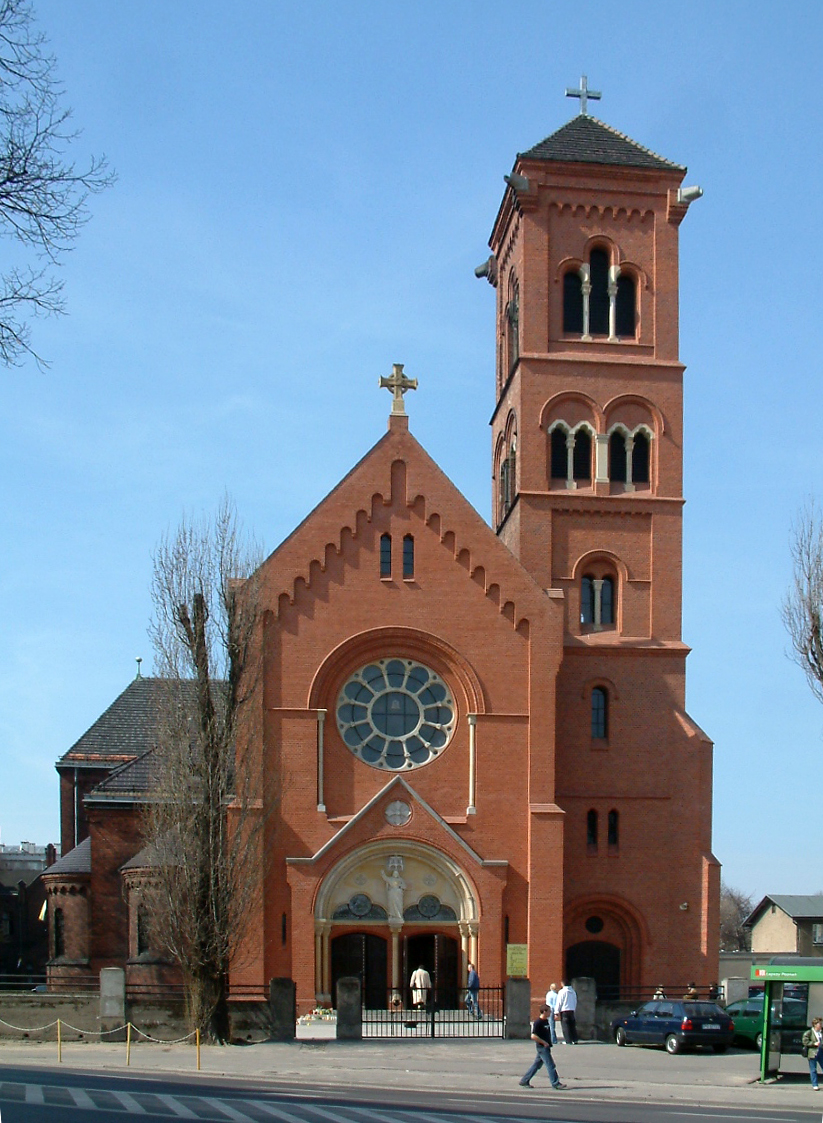
Kościół Najświętszego Serca Jezusa i św. Floriana
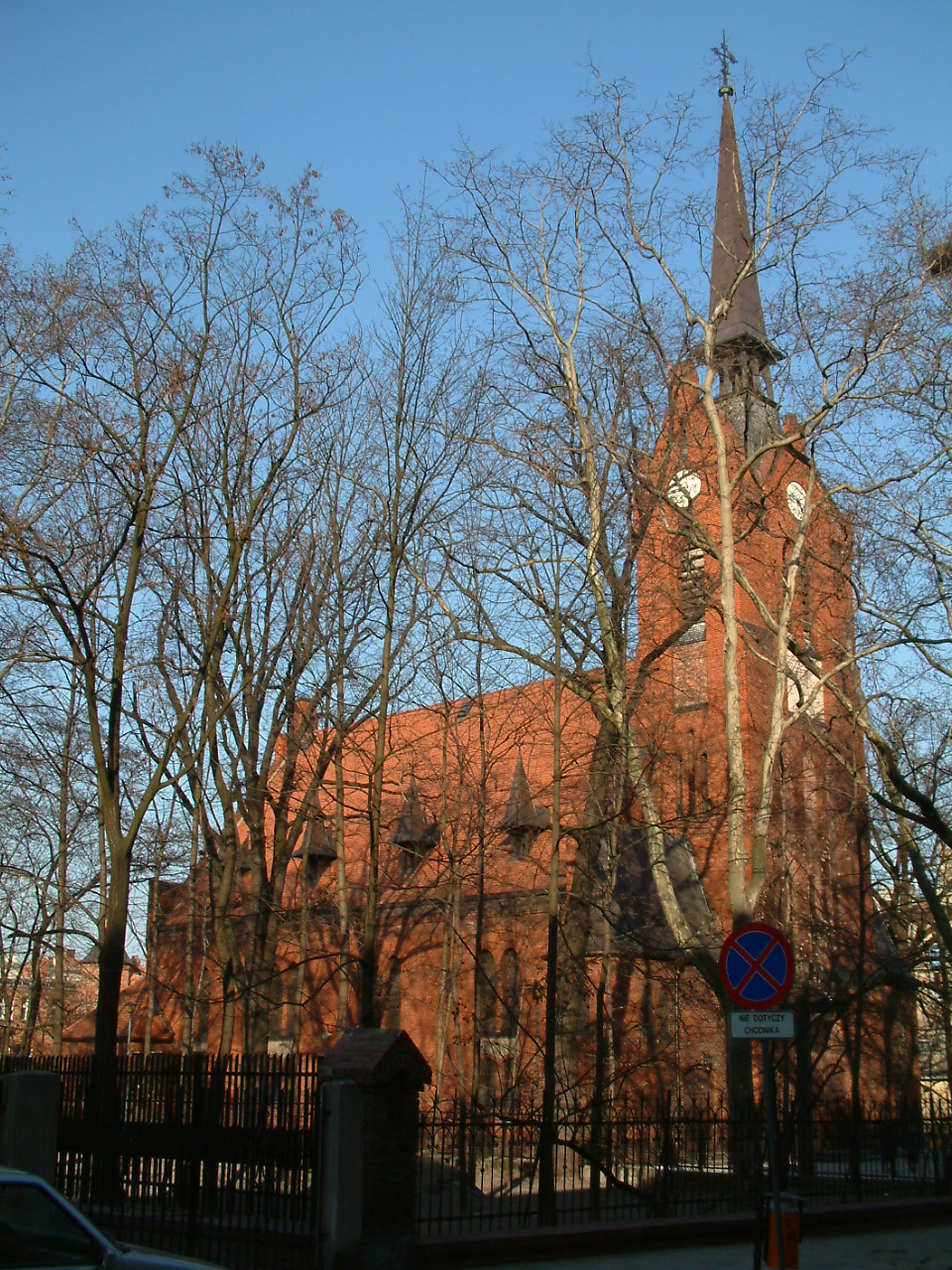
Kościół Podwyższenia Krzyża Świętego
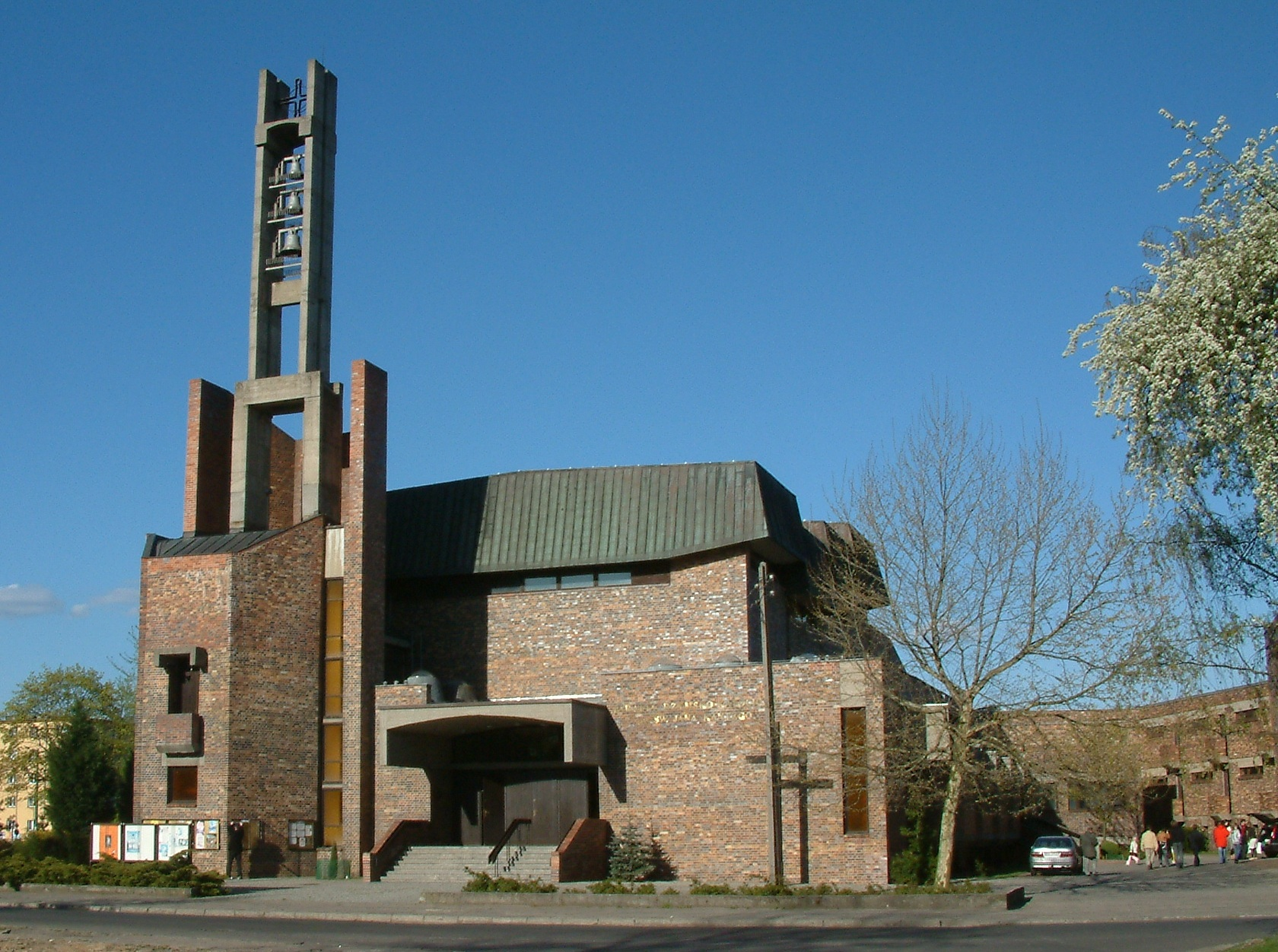
Kościół św. Jana Kantego
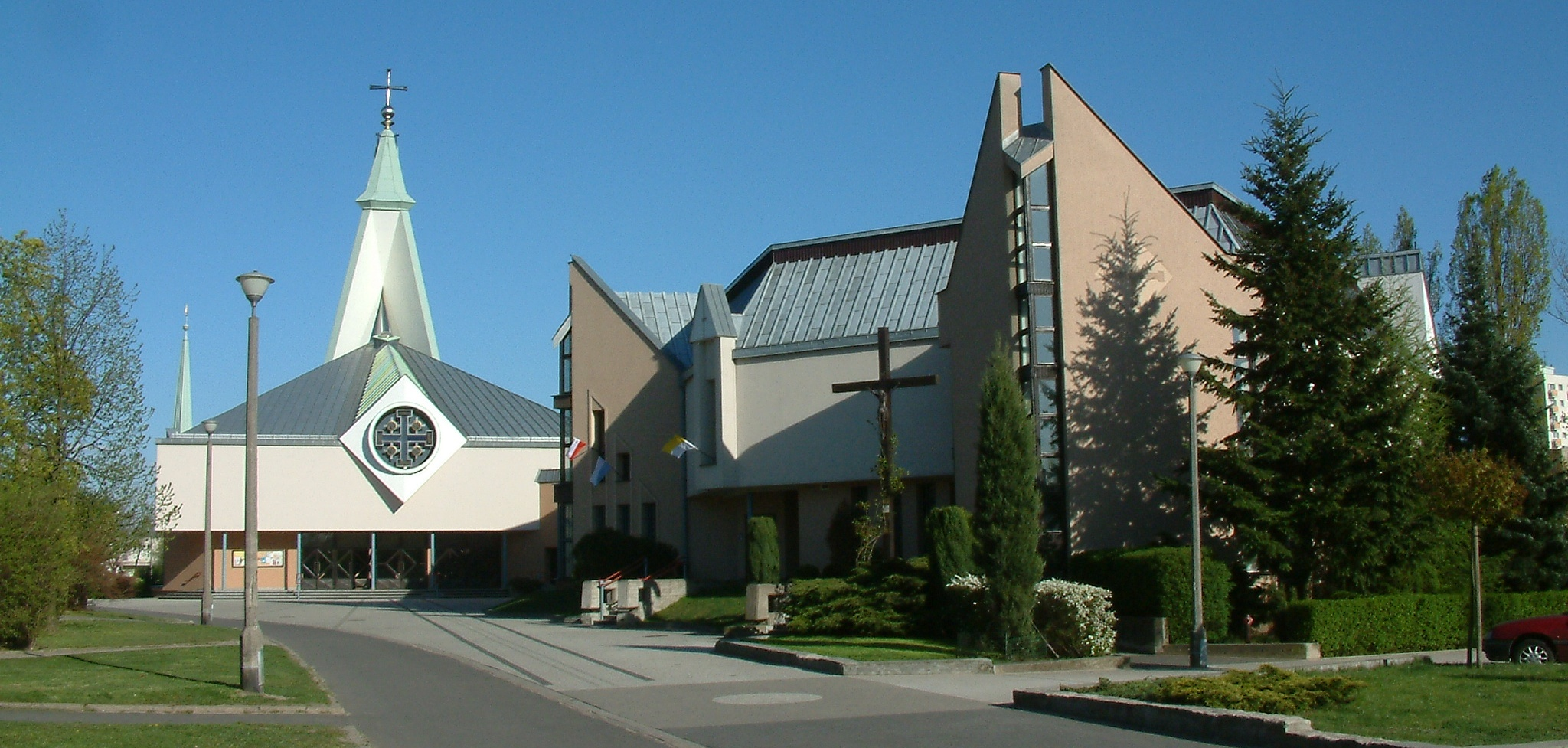
Kościół św. Jerzego
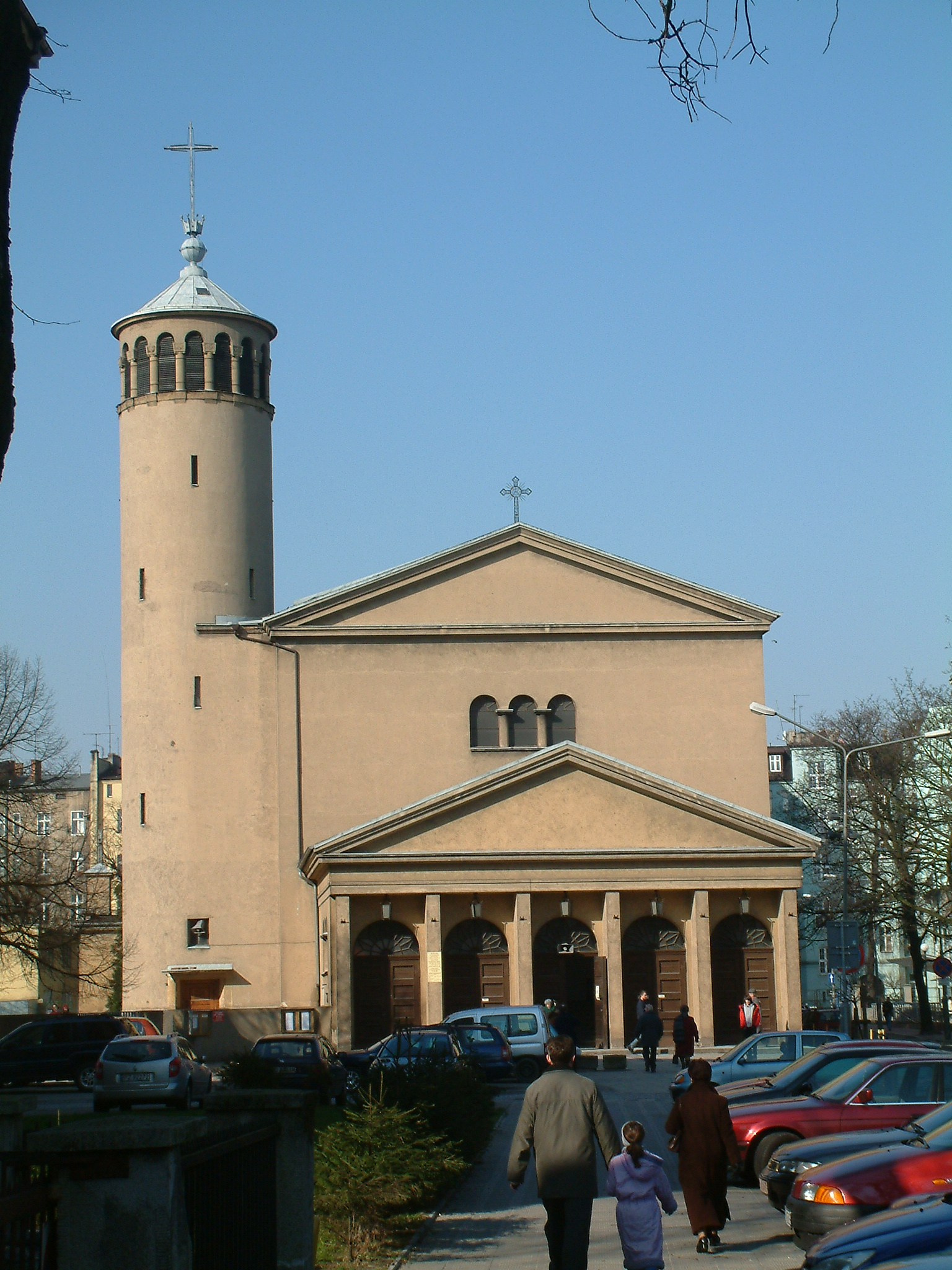
Kościół św. Michała Archanioła
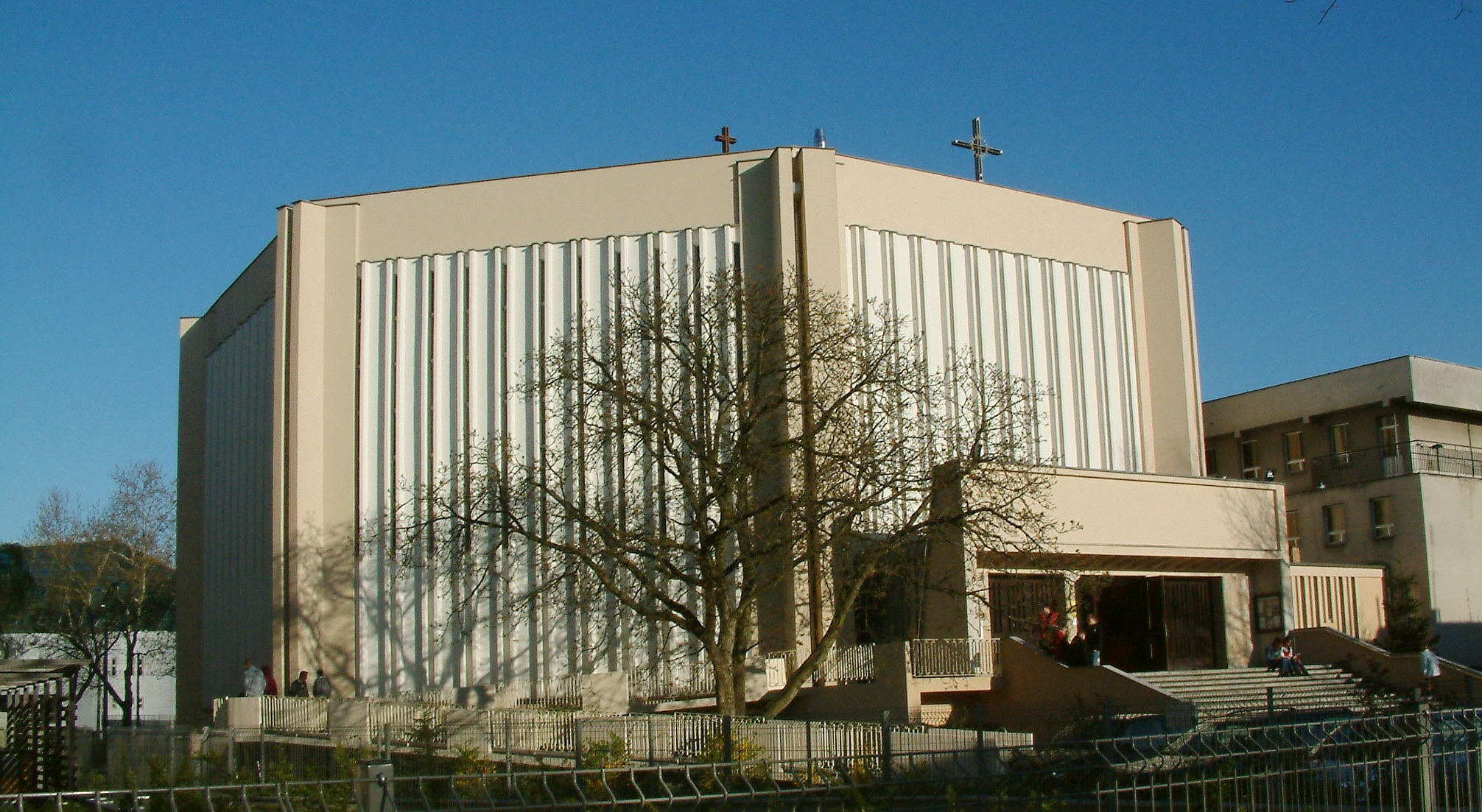
Kościół św. Wawrzyńca i św. Wincentego Pallottiego
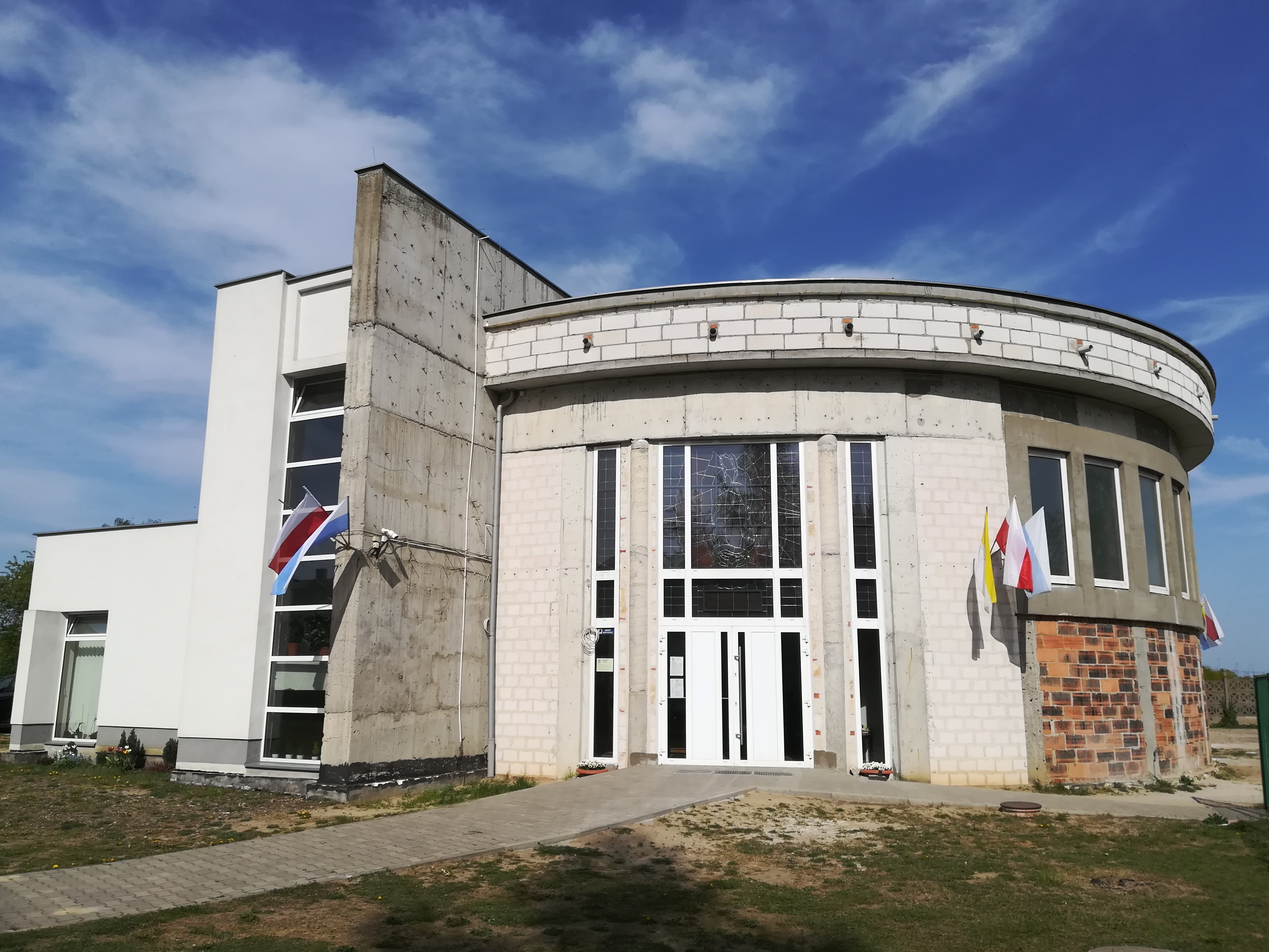
Kościół Zwiastowania Pańskiego